# Сиро Мартинш
Сиро Мартинш (на португалски: Cyro Martins) е бразилски психоаналитик, бивш президент на Психоаналитичното общество на Порто Алегре.

## Биография
Роден е на 5 август 1908 година в Порто Алегре, Бразилия, но детството си прекарва в Куара̀и. През 1920 започва да учи в гимназия, а през 1928 влиза в медицинско училище. Започва да се интересува от психиатрия в последните години от учението си. След като завършва се връща в Куараи и работи три години, докато през 1937 г. заминава за Рио де Жанейро да учи неврология и психиатрия. След това работи като психиатър в Порто Алегре.
Заедно с приятеля си Марио Мартинш отиват в Буенос Айрес през 1951 г., където в Аржентинското психоаналитично общество започват психоаналитичното си обучение. Сиро Мартинш е анализиран от Арналдо Расковски, Анхел Гарма, Леон Гринберг, Енрике Пишон-Ривиере, Арминда Аберастури и Хайнрих Ракер. Супервайзери са му Пишон-Ривиер и Алварез Толедо. Пет години по-късно се завръща в родния си град и заедно с Марио Мартинш, Жозе Лемерц и Селестино Прун, основава Центъра за психоаналитични изследвания на Порто Алегре. Тези психоаналитици са ядрото на психоаналитичната група, която е призната от Международната психоаналитична асоциация през 1961 г. Центъра израства в Психоаналитично общество на Порто Алегре през 1963 г., а Сиро става негов президент от 1965 до 1969 г. Освен това той е основател на Психиатричното общество на Порто Алегре и негов президент за два мандата, основава и обществото за психосоматична медицина в града.
Умира на 15 декември 1995 година в Порто Алегре на 87-годишна възраст.